# HMS Activity (D94)
La HMS Activity fu una portaerei di scorta della Royal Navy che servì durante la seconda guerra mondiale. Dopo la guerra fu venduta per servire come nave mercantile col nuovo nome MV Breconshire, con cui navigò per più di 20 anni, fino alla demolizione, avvenuta nel 1967.

## Costruzione e servizio

### Royal Navy
La HMS Activity fu costruita dal cantiere Caledon, a Dundee. Quando la costruzione iniziò nel 1940, sarebbe dovuta diventare la nave frigorifera Telemachus, per la Alfred Holt Line. Nel febbraio 1941 fu comprata dal ministero militare dei trasporti e rinominata Empire Activity. Nel gennaio 1942 fu requisita dall'Ammiragliato per essere convertita a portaerei di scorta e rinominata HMS Activity, con numero identificativo D94. Dopo il varo, avvenuto nel maggio 1942, la nave fu completata nell'agosto fu testata a Lamlash, prima di essere mandata a Rosyth per la rettifica di alcuni difetti. Entrò in servizio il 1 gennaio 1943 e operò come nave per l'addestramento all'appontaggio fino all'ottobre 1943, quando fu mandata a Liverpool per essere raddobbata prima di entrare in servizio attivo.
Alla conclusione dei lavori, l'Activity prese parte a operazioni di scorta di convogli nel nord Atlantico. L'Activity imbarcò il 12 gennaio 1944 l'819 Naval Air Squadron e il 29 gennaio iniziò le operazioni di scorta come parte del Second Escort Group. L'Activity scortò i convogli OS 66, KMS 40, ON 222, NS 28, SL 147, MKS 38, HX 277, KMS 43 e MKF 29 fino al marzo 1944. L'Activity fu poi spostata nell'Artico, dove scortò il convoglio JW 58 fino a Murmansk. I suoi aerei, insieme a quelli della Tracker, furono responsabili per l'affondamento dell'U-288, dell'U-355 e del danneggiamento dell'U-362, U-673 e U-990. Il convoglio di ritorno, il RA 58, raggiunse la meta senza perdite.
Nel maggio 1944 l'Activity passò un periodo in cantiere, lungo il Clyde,  per la rettifica di alcuni difetti, prima di riunirsi al Second Escort Group. L'Activity scortò i convogli OS 78, KMS 52, SL 158, MKS 49, OS 78, KMS 52, AL 159, MKS 50, SL 162, MK 53, KMF 33, MKF 33, OS 86, KMS 60, SL 167 e MKS 58.
Nell'agosto 1944 l'Activity fu scelta come portaerei per il trasporto di aerei, personale e scorte a Trincomalee, in Sri Lanka, arrivando a destinazione il 23 ottobre 1944 e ritornando da Gibilterra, dove si unì al convoglio MKF 36 che tornava nel Regno Unito. Nel dicembre 1944 la nave passò nuovamente del tempo nel cantiere sul fiume Clyde e dopo fu ricollocata nella East Indies Fleet, dove ricevette il nuovo numero identificativo R301. Il 29 gennaio 1945 salpò con il convoglio KM 39 e arrivò a Colombo il 20 febbraio. Mentre era in navigazione verso Sydney, l'Activity salvò 92 sopravvissuti dell'SS Peter Silvester, una nave liberty americana che era stata affondata dall'U-862 il 6 febbraio 1945, l'ultima nave alleata affondata dal nemico nell'Oceano Indiano. I sopravvissuti della Peter Silvester furono sbarcati a Fremantle e l'Activity continuò verso Sydney.
L'Activity ripartì da Sydney il 24 marzo, facendo rotta per Colombo, per poi trasportare aerei da Cochin a Colombo. Alla fine della guerra la nave fu mandata a Singapore per dare supporto alla rioccupazione della città. Caricò a bordo prigionieri di guerra e altri passeggeri e fece rotta per Trincomalee il 15 settembre. L'Activity arrivò a casa, sul Clyde, il 20 ottobre 1945 e fu posta nella Reserve Fleet. Il 30 gennaio 1946 fu posta in riserva come categoria B e venduta alla Glen Lines il 25 marzo 1946, per essere convertita in nave mercantile.

## MVBreconshire
L'Activity fu convertita come nave da carico classe Glenearn da Palmers di Hebburn e ribattezzata Breconshire, entrando in servizio con la Glen Line nel settembre 1947. Fu la seconda nave della Glen Line a portare questo nome. Misurava 9061 tonnellate di stazza. Rimase in servizio fino all'aprile 1967, quando navigò da Kobe a Mihara per essere demolita, arrivando a destinazione il 24 aprile 1967.